# 理查德·巴塞特
理查德·巴塞特（英語：Richard Bassett，1745年4月17日—1815年8月15日），是一名来自美国特拉华州的律师及政治家，他曾经参加美国独立战争，并且代表特拉华州参加1787年的制宪会议，被视为美国国父之一。他是美国联邦党黨員，供职于特拉华州议会、担任特拉华州州长。在第一届美国国会中他是资历最深的美国参议员。

## 早期生涯
巴塞特出生于马里兰省塞西尔县的波希米亚摆渡（Bohemia Ferry）。他的母亲朱迪思·汤姆森（Judith Thompson）嫁给酒馆老板兼农夫的迈克尔·巴塞特（Michael Bassett）。因为朱迪思是奥古斯汀·赫尔曼的孙女兼继承人，其拥有了塞西尔县大量土地，所以她的家族供养着年轻的理查德·巴塞特。最终，这些财产由他继承，包括波希米亚海港建筑及在特拉华的纽卡斯尔县其他财产。
巴塞特求学于马里兰州多尔切斯特郡的法官罗伯特·戈尔兹伯勒门下。1770年，他获得律师执照。此后他迁往特拉华州并在肯特县实习。基于他在农业、宗教和慈善领域的活动，他很快成为当地著名仕绅并拥有“好客和慈善”的名望。1774年，29岁的巴塞特娶安娜·恩纳尔斯（英語：Ann Ennals）为妻，并拥有三个孩子，1796年，安娜去世，巴塞特再娶贝琪·加内特为妻。他们都是卫理公会教派，并参与大量宗教事务。

## 职业生涯
巴塞特是一名不情愿的革命家，他的政治理论更接近乔治·里德，而不像他在肯县的邻居凯撒·罗德尼或约翰·哈斯利特。尽管如此，1774年，他还是被选举为波士顿救援委员会（Boston Relief Committee）会员。当特拉华州新政府组建，巴塞特在1776年供职于特拉华州安全委员会（Delaware Council of Safety），并成为1776年特拉华州宪法起草人之一，此宪法于同年9月20日通过。同年，他被选为第一届特拉华州议会保守派成员，并担任四期议员（1776/77年至1779/80年）。
在美国独立战争中，巴塞特最著名的贡献是组建州军队，包括特拉华州第一团，其团长约翰·哈斯利特（John Haslet）正是他的邻居。这只军队称之为“特拉华州大陆军”（Delaware Continentals）或“特拉华蓝军”（Delaware Blues），他们尽管来自最小的一个州，仍然保持了800名、大陆军中最大的军队。巴塞特也参与到预备队民兵的招募活动中，并组建1776年的“机动兵营”、多佛轻步兵，由他的另一个邻居汤姆·罗德尼领导。
当英国部队抵达北部新堡郡时、正在进行布兰迪万河战役并占领费城后，巴塞特身先士卒，以志愿者参加到罗德尼的兵营中效力。当英国部队撤退、特拉华军队返回后，巴塞特仍然担当部分士兵职责。

## 制宪会议及后期生涯
巴塞特当选为制宪会议的代表，在没有做出很多付出后签署了《美国宪法》。1776年，特拉华州宪法需要修改，巴塞特再次参与修宪，后者称之为《1792年特拉华州宪法》。1793年，巴塞特从美国参议院退休，担任特拉华州民事高等法院主法官，这个法院从事一般民事管辖，是当今特拉华州最高法院的前身。1799年，他作为联邦党人参选特拉华州州长，并成功当选。
但是他最终仍被卷入美国党争。当托马斯·杰斐逊当选美国美国总统时，引起了联邦党人对合众国发展的广泛关注。正准备退休的总统约翰·亚当斯匆忙敦促第六届美国国会通过《1801年司法法》，从而创建一些美国巡回法院的法官职位。亚当斯在他离任的前一天，1801年2月18日，任命巴塞特作为联邦第三巡回法院法官。1801年2月20日，他被美国参议院确认，并在同时获得正式委任状。但是这个司法职位随着第七届美国国会被推翻，他的岗位也在1802年7月1日终止，此后他再也没有出任过公职。
巴塞特是一名虔诚的卫理公会教徒。1778年，巴塞特和法兰西斯·亚斯理相识，并成为终生的朋友；他也因此皈依卫理公会，两人也被视为反战人士。这些宗教理念和感悟也使他成为一名废奴主义的坚决拥护者，因此释放了他的全部奴隶，并向其他人提倡奴隶解放。

## 去世和遗产
巴塞特死于波西米亚庄园，并葬于此处。1865年，他的遗物转移到一个巴塞特和巴亚陵墓，此地位于特拉华州最大城市威明顿市的威明顿和布兰迪万公墓（Wilmington and Brandywine Cemetery）。
巴塞特身材中等、偏矮胖；在社会上有很高声望和影响力。在1787年大陆会议中，他被描述为“一位对宗教狂热、能够控制言语、有谦虚素觉之风的绅士”。巴塞特的女儿安娜嫁给美国参议员和众议员、巴亚家族的老詹姆斯·A·巴亚，这个家族对特拉华州的政治影响至今。巴塞特的侄女、养女雷切尔·麦卡利嫁给了州长约书亚·克莱顿。
在威斯康辛州首府麦迪逊市中有巴塞特街（Bassett Street）以他命名。